# Есфигменска кула
Есфигменската приморска кула (на гръцки: Επιθαλάσσιος Πύργος Εσφιγμένου) е отбранително съоръжение, разположено в манастира Есфигмен на полуостров Света гора, Халкидики, Гърция.

## Местоположение
Кулата е разположена на северната, крайморска стена на манастира и е най-голямата на крепостните му стени.

## История
Повечето от кулите на манастира са построени от възстановяването на католикона „Възнесение Господне“ в 1810 година до средата на XIX век.